# Andrew Wallace-Hadrill
Andrew Frederic Wallace-Hadrill (né le 29 juillet 1951 à Oxford) est un historien de l'Antiquité, archéologue classique et universitaire. 
Fils de l'historien Michael Wallace-Hadrill, il est professeur d'études romaines et directeur de recherche à la Faculty of Classics à l'université de Cambridge. Il a été directeur de la British School at Rome entre 1995 et 2009, et master du Sidney Sussex College de Cambridge d'août 2009 à juillet 2013.

## Récompenses
- En 2014, Wallace-Hadrill est docteur honoris causa en lettres à l'université de Reading[1].
- Membre de la British Academy en 2010[2].
- En 2004 il est nommé officier de l'ordre de l'Empire britannique[3].
- Membre de la Society of Antiquaries of London (FSA) en 1998[4].
- James R. Wiseman Award de l'Archaeological Institute of America en 1995 pour Houses and Society in Pompeii and Herculaneum (1994).

## Œuvres
(Liste incomplète)
- Suetonius: the scholar and his Caesars, Duckworth, 1983.
- avec John Rich, City and Country in the Ancient World, New York, 1991.
- Augustan Rome, 1993.
- Houses and Society in Pompeii and Herculaneum, Princeton, 1994.
- Suetonius, Duckworth, 1995.
- avec Ray Laurence, Domestic Space in the Roman World: Pompeii and Beyond, 1997.
- Rome's Cultural Revolution, Cambridge, 2008.
- Herculaneum: Past and Future, Frances Lincoln, 2011.